# Matteo Spagnolo
Pour les articles homonymes, voir Spagnolo.
Matteo Spagnolo, né le 10 janvier 2003 à Brindisi en Italie, est un joueur italien de basket-ball évoluant au poste de meneur.

## Biographie
Il est choisi en 50e position de la draft 2022 par les Timberwolves du Minnesota.

### Équipe nationale
En août 2019, Matteo Spagnolo participe à l'Euro U16 à Udine en Italie où il termine avec la médaille de bronze. Il est élu dans le meilleur 5 de la compétition, aux côtés des Espagnols Juan Núñez et Ruben Dominguez, de l'intérieur turc Adem Bona, et du pivot français Victor Wembanyama.